# Władysław Wawrzyniak
Władysław Wawrzyniak (ur. 15 maja 1890 w Antoninie, zm. 1940 w Katyniu) – major piechoty Wojska Polskiego II RP, kawaler Orderu Virtuti Militari, ofiara zbrodni katyńskiej.

## Życiorys
Syn Ludwika i Józefy z Rosińskich. Absolwent Królewskiego Gimnazjum w Ostrowie Wielkopolskim, gdzie był prezesem Towarzystwa Tomasza Zana, maturę zdał w 1911 roku oraz studia prawnicze na uniwersytetach w Monachium i we Wrocławiu.
W 1914 powołany do armii niemieckiej. Po ukończeniu szkoły oficerskiej w Biedrusku w stopniu podporucznika, został wysłany na front zachodni. Dowodził kompanią.
Po demobilizacji, powrócił do Wielkopolski i był aktywnym uczestnikiem wydarzeń Republiki Ostrowskiej, powierzono mu dowództwo nad utworzonym wówczas 1 pułkiem piechoty polskiej. Został on rozwiązany pod naciskiem władz niemieckich i poznańskich. Miesiąc później, w styczniu 1919 roku, objął dowództwo Batalionu Pogranicznego ze Szczypiorna i na jego czele ponownie zajął Ostrów. W powstaniu wielkopolskim był dowódcą Okręgu Wojsk VII Frontu Południowego. Współdowodził także 12 pułkiem strzelców wielkopolskich. Do stopnia porucznika awansował 5 maja 1919, do stopnia kapitana 1 czerwca 1919. Walczył na froncie bolszewickim. Ranny, po wyjściu ze szpitala objął stanowisko komendanta Grudziądza. Od 1921 w Dowództwie Okręgu Korpusu Nr VII w Poznaniu na stanowisku szefa Oddziału I i V, a następnie pełniącego obowiązki szefa poborowego. 3 maja 1922 roku został zweryfikowany w stopniu majora ze starszeństwem z dniem 1 czerwca 1919 roku i 360. lokatą w korpusie oficerów piechoty, a jego oddziałem macierzystym był nadal 70 pułk piechoty. Z dniem 1 października 1923 roku został przeniesiony do Rezerwy Oficerów Sztabowych DOK VII. Następnie pełnił służbę w 68 pułku piechoty we Wrześni. W maju 1925 roku został przeniesiony do 58 pułku piechoty w Poznaniu na stanowisko dowódcy I batalionu. W 1928 roku był dowódcą III batalionu 35 pułku piechoty w Brześciu. W marcu 1929 roku został zwolniony z zajmowanego stanowiska i oddany do dyspozycji dowódcy Okręgu Korpusu Nr IX. Z dniem 30 września tego roku został przeniesiony w stan spoczynku.
Mieszkał w Buku, pracował w stowarzyszeniu kupieckim. W 1937 roku pełnił przez kilka miesięcy obowiązki komisarycznego burmistrza Opalenicy, a następnie taką samą funkcję w Lwówku. Opracował Zarys historii powstania w południowej części Księstwa Poznańskiego („Wolność” nr 4, 5, 7/1922 Poznań, „Gazeta Ostrowska” nr 1/1994 1 s. 11–13).
W czasie kampanii wrześniowej, zgłosił się na ochotnika do wojska. Skierowany do jednostki zapasowej, wzięty do niewoli, osadzony w Kozielsku, zamordowany w Katyniu. Figuruje na liście wywózkowej 036/4 z 16 kwietnia 1940 roku pod pozycją 72.
Władysław Wawrzyniak był żonaty z Martą Matuszewską. Jedna z ulic w Ostrowie nosi jego nazwisko.

## Ordery i odznaczenia
- Krzyż Srebrny Orderu Wojskowego Virtuti Militari (1922)[11] nr 4719[12]
- Krzyż Niepodległości – 20 lipca 1932 „za pracę w dziele odzyskania niepodległości”[13]
- Krzyż Oficerski Orderu Odrodzenia Polski[1]